# Souméras
Souméras település Franciaországban, Charente-Maritime megyében. Lakosainak száma 374 fő (2022. január 1.). Souméras Chamouillac, Coux, Montendre, Val-de-Livenne és Donnezac községekkel határos.

## Népesség
A település népessége az elmúlt években az alábbi módon változott:
| Lakosok száma | 239  | 241  | 267  | 321  | 357  | 366  | 363  | 365  | 365  | 374  |
|               | 1968 | 1982 | 1990 | 2006 | 2013 | 2015 | 2017 | 2019 | 2020 | 2022 |